# Tamias dorsalis
Tamias dorsalis е вид бозайник от семейство Катерицови (Sciuridae).

## Разпространение
Видът е разпространен в Мексико (Дуранго, Коауила де Сарагоса и Сонора) и САЩ (Айдахо, Аризона, Колорадо, Невада, Ню Мексико, Уайоминг и Юта).